# Associação Social-Democrata de Timor

Flagge der ASDT

Die Associação Social-Democrata de Timor (ASDT, deutsch Vereinigung der Sozialdemokraten Timors) war eine in der politischen Mitte verortete bzw. tendenziell konservative Partei in Osttimor, die im April 2001 gegründet wurde. Ihren Sitz hatte sie in Dilis Stadtteil Lecidere, südwestlich des Praça da Imaculada Conceição.
Von 2007 bis 2012 war die ASDT eine von fünf Parteien in der Regierungskoalition im Nationalparlament Osttimors, der Aliança da Maioria Parlamentar AMP. 2018 entzog das Tribunal de Recurso de Timor-Leste (deutsch Berufungsgericht Osttimors) der ASDT, wegen nicht Erfüllung der gesetzlichen Bedingungen, die Zulassung als Partei.

## Politik

Logo der ASDT

Ziel des Parteigründers Francisco Xavier do Amaral war die Wiederherstellung einer Regierung entsprechend der ersten osttimoresischen von 1975. Amaral war damals der erste Präsident Osttimors. Gegenüber der historischen ASDT von 1974 ist die heutige Partei jedoch deutlich nach rechts gerückt: Sie selbst bezeichnet sich als Mitte-links-Partei oder als „sozialistische Partei der Mitte“, von Beobachtern wird sie aber als eher konservativ eingeschätzt. Die Partei hat ihre Basis bei den alten Eliten und den Liurai mit starker Unterstützung in einzelnen Gemeinden bis hinunter in die Sucos. 
Früher gab es enge Beziehungen zur FRETILIN, in letzter Zeit mehr zu Partido Social Democrata PSD und Partido Democrático PD. Mit diesen Parteien wurde bereits vor den Parlamentswahlen am 30. Juni 2007 über mögliche Koalitionen gesprochen. Die ASDT kritisiert die bisher erreichten Fortschritte, die ihrer Meinung weit hinter dem Möglichen liegen, was seit der Unabhängigkeit hätte erreicht werden können. Auf die Infrastruktur außerhalb der Landeshauptstadt Dili soll nun ein stärkerer Fokus gelegt werden. Gegen Verbrechen soll mit einer Law and Order-Politik und einer strengeren Justiz vorgegangen werden. Englisch soll dritte offizielle Amtssprache Osttimors werden.

## Parteiführung

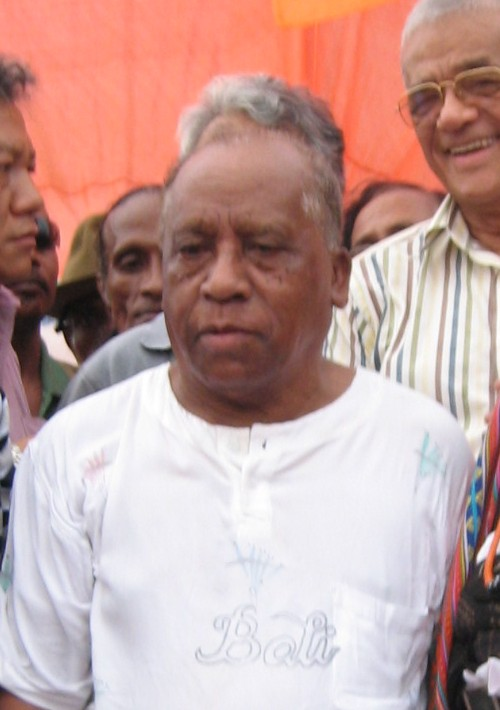
Francisco Xavier do Amaral auf einer Wahlveranstaltung 2007

Der Vorsitzende der ASDT war bis 2012 Francisco Xavier do Amaral, der bereits zu den Gründern der gleichnamigen Partei 1974 gehörte, die später in Frente Revolucionária de Timor-Leste Independente FRETILIN umbenannt wurde. Aufgrund seiner gesundheitlichen Probleme, wurde er seit dem 27. April 2011 von Alberto da Costa vertreten. Beim Parteikongress im August 2011 wurde Amaral wiedergewählt, obwohl er daran nicht teilnahm. Als Exekutiv-Präsident wählten die Delegierten Tourismusminister Gil da Costa Alves. Das Tribunal de Recurso widerrief aber die neue Parteistruktur als unzulässig. Am 6. März 2012 erlag Amaral seinem Krebsleiden. Neuer Parteipräsident wurde nun João Andre Avelino Correia und Generalsekretär Vicente dos Santos. Diese wurden aber abgelöst von Francisco da Silva als Präsident und Generalsekretär Norberto Pinto.

## Geschichte
Eine erste Associação Social-Democrata de Timor gab es bereits von Mai bis September 1974, die sich dann in FRETILIN (Frente Revolucionária de Timor-Leste Independente) umbenannte. Der damalige Präsident Francisco Xavier do Amaral wurde aufgrund von Meinungsverschiedenheiten vom linken Flügel 1977 abgesetzt, gefangen gehalten und geriet später in die Hände der indonesischen Invasoren. Er lebte in Indonesien, bis er nach dem Abzug der indonesischen Besatzern im Jahr 2000 nach Osttimor zurückkehrte. Mit ehemaligen Unterstützern aus der FRETILIN gründete er im April 2001 die ASDT neu.
Bei den Parlamentswahlen am 30. August 2001 erhielt die Partei 7,84 % der Stimmen und damit sechs der insgesamt 88 Sitze im Parlament von Osttimor. Die stärkste Unterstützung erhielt die ASDT in der Heimat von Parteichef Amaral, in den Mambai-Sprachgebieten von Manufahi. Zunächst arbeitete man eng mit der FRETILIN-Regierung zusammen, doch am 14. März 2005 zerbrach die Allianz aufgrund der zunehmenden politischen Krise. ASDT, PST, PL und Partido Democrático PD schlossen im Februar 2007 angesichts der akuten Probleme des Landes ein Bündnis. Jede Zusammenarbeit mit der FRETILIN wurde eingestellt. 
2002 kandidierte Amaral als Präsidentschaftskandidat gegen Xanana Gusmão, verlor aber haushoch (17,3 % der Stimmen). Auch bei der Präsidentschaftswahl 2007 scheiterte Amaral mit 14,39 %. Während des Wahlkampfs zu den Präsidentschaftswahlen 2012 verstarb Amaral, der sich wieder als Kandidat hatte aufstellen lassen. Generalsekretär Gil Alves kündigte an, dass die ASDT nun den unabhängigen Kandidaten Taur Matan Ruak unterstützen wolle. Dazu rief auch der Nationale Exekutivrat des ASDT die Mitglieder auf. Dem folgten aber nur die Anhänger von Costa Alves, der auch als neuer Parteivorsitzender genannt wird. Die alten Anhänger Amarals, wie Francisco de Araújo und João Correia unterstützten den amtierenden Staatspräsidenten José Ramos-Horta, der aber in der ersten Runde ausschied.
Bei den Parlamentswahlen am 30. Juni 2007 trat die ASDT in einer gemeinsamen Liste mit der Partido Social Democrata PSD an. Die Liste nannte sich Coligação ASDT/PSD (Koalition ASDT/PSD, kurz C-ASDT/PSD). Sie erhielt 15,73 % der Stimmen und 11 der 65 Sitze im Parlament. Sie wurde damit drittstärkste Kraft nach FRETILIN und CNRT. Den Erfolg verdankt das Bündnis vor allem ASDT-Anhängern aus den Bergregionen, die zur ethnolinguistischen Gruppe der Mambai gehören. In diesen drei damaligen Distrikten wurde die C-ASDT/PSD stärkste Kraft. Die FRETILIN, die mit 21 Sitzen stärkste Partei wurde, erhob den Anspruch auf die Führung in einer zukünftigen Regierung, sei es als Minderheitsregierung oder in einer Koalition, doch C-ASDT/PSD, CNRT und Partido Democrático PD schlossen sich in einer Koalition unter dem Namen Allianz der Parlamentarischen Mehrheit zusammen, kurz AMP. Die AMP verfügte mit 37 Sitzen über eine knappe Mehrheit im Parlament. Nach erfolglosen Verhandlungen mit der FRETILIN und Vermittlungsversuchen durch Staatspräsident Ramos-Horta wurde schließlich der CNRT-Vorsitzende Xanana Gusmão mit der Regierungsbildung beauftragt und stand nun einer AMP-Regierung als Premierminister vor. Gil da Costa Alves wurde Minister für Tourismus, Handel und Industrie und Abílo de Deus de Jesus Lima Staatssekretär für Umwelt.

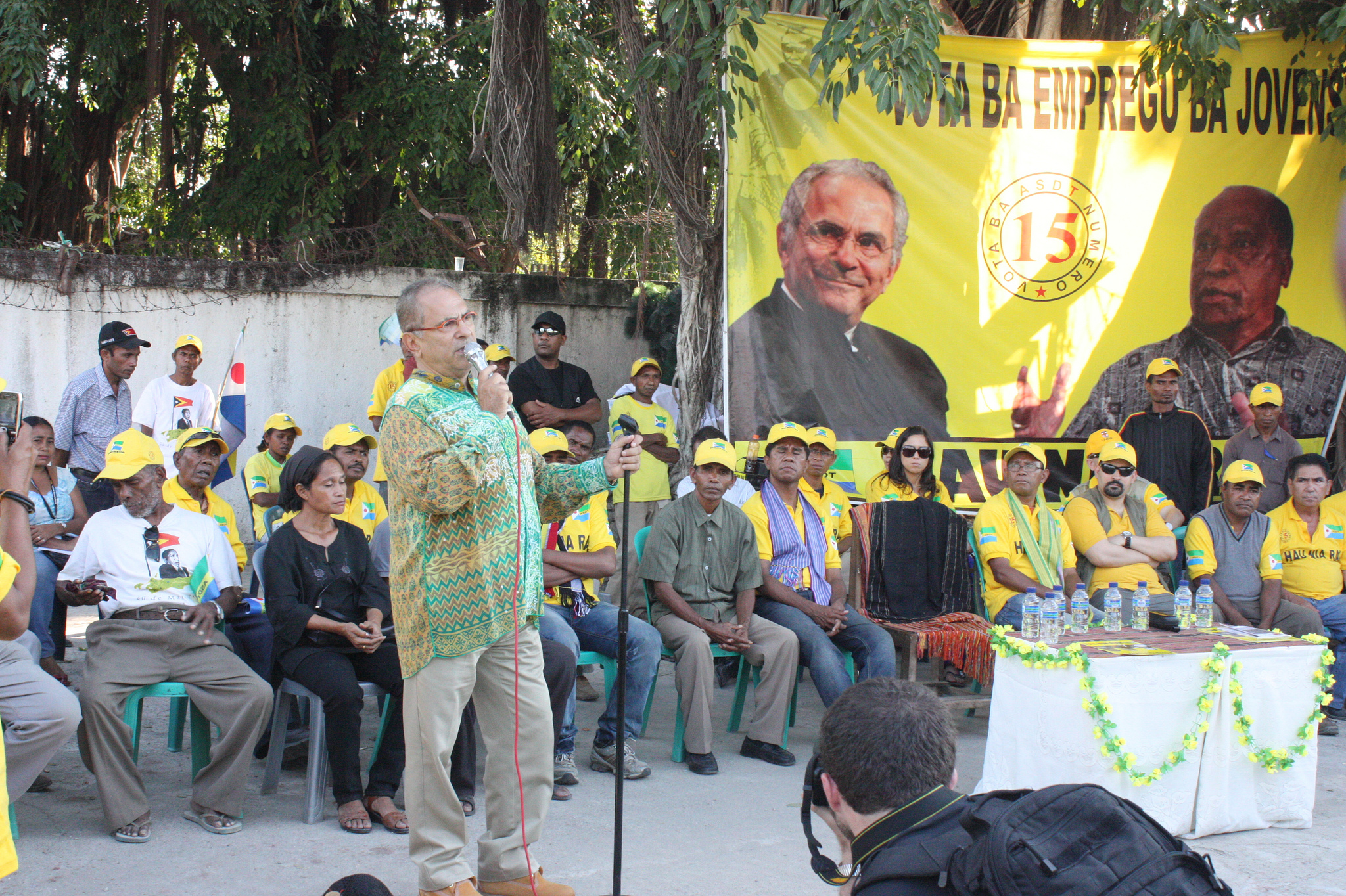
José Ramos-Horta auf einer Wahlkampfveranstaltung der ASDT, Juli 2012

Bei einem Parteitag Anfang 2008 entschied sich die ASDT ihre Vertreter Gil Alves und Abílo Lima zu entlassen. Sie beschuldigt beide Politiker der Korruption, zu großer Nähe zum indonesischen Militär und Wirtschaft und dass sie nicht die Ideologie der ASDT repräsentieren würden. Premierminister Xanana Gusmão weigerte sich die beiden zu entlassen, worauf Anfang Mai 2008 die ASDT ein Bündnis mit der FRETILIN unterzeichnete. Allerdings verließ sie nicht die Regierungskoalition, sondern plante mit der FRETILIN bei den nächsten Wahlen zusammenzuarbeiten. Beide Parteien forderten daher für das Frühjahr 2009 Neuwahlen. Grund dafür könnte der Widerstand der ASDT-Abgeordneten gegen die Pläne zur Zusammenarbeit mit der FRETILIN sein. Die PSD plante dagegen trotz Unzufriedenheiten in den eigenen Reihen in der Koalition mit dem CNRT zu bleiben.
Ende Juli 2009 erklärte José Manuel Carrascalão, Chef der Abgeordnetengruppe der ASDT im Nationalparlament und stellvertretender Vorsitzender der ASDT, seine Partei werde nicht die FRETILIN bei Kampagnen gegen die AMP unterstützen. 2011 riefen die Abgeordneten der ASDT die Nationale Wahlkommission  dazu auf, kein Geld mehr auf das Parteikonto zu überweisen. Grund dafür waren nicht gelöste parteiinterne Probleme.
Im Januar 2012 wechselten 800 ASDT-Mitglieder aus Hera (Gemeinde Dili) geschlossen zum CNRT. Nachdem der Prozess der Unabhängigkeit von Amaral begonnen wurde, sei er von Xanana Gusmão weitergeführt worden, weswegen man nun zum CNRT wechselte, erklärte ein führendes, lokales ASDT-Mitglied.
Die Spaltung der ASDT zeigte sich weiter, als zu den Parlamentswahlen 2012 der Nationalen Wahlkommission (CNE) zwei Listen von der ASDT zugesandt wurden. Eine von Alves, der dem Koalitionspartner CNRT nahestand, und eine von Parteichef Correia, dessen Fraktion den ehemaligen Präsidenten José Ramos-Horta zum Ehrenvorsitzenden der Partei machen wollte. Das Berufungsgericht entschied, dass nur die Liste Correiras die erforderliche Regularie der Freigabe durch einen Parteitag erfüllte. Bei den Parlamentswahlen am 7. Juli 2012 scheiterte die ASDT an der Drei-Prozent-Hürde mit 1,80 % (8.487 Stimmen). Über 3 % erhielt sie in den Distrikten Aileu (6,09 %) und Ainaro (4,21 %).
Im Februar 2013 wurde Gil da Costa Alves zusammen mit ASDT-Schatzmeister Henrique Carlos vor dem Distriktgericht von Dili angeklagt. Sie wurden beschuldigt, Parteigelder veruntreut zu haben. Der Staatsanwalt forderte sieben Jahre Haft für Alves und sechs für Carlos. Die Anwälte der Beschuldigten forderten Freispruch, da das Geld zum Wohle der Partei und nicht für eigene Zwecke ausgegeben worden sei. Alves gründete 2015 die Centro Acção Social Democrata Timorense (CASDT).
Unklar war zunächst, ob die ASDT zur Parlamentswahlen 2017 zugelassen wird. Wie 2012 gingen zwei verschiedene Wahllisten aus verschiedenen Gruppierungen der Partei beim Tribunal de Recurso ein. Eine vom Parteiführer João Andre Avelino Correia, eine vom Parteipräsidenten Francisco da Silva und Generalsekretär Norberto Pinto. Die Zulassung wurde schließlich verwehrt. Ebenso 2018.

## Belege
- Political Parties and Groupings of Timor-Leste, 2. Ausgabe 2007 (Memento vom 7. Juni 2007 im Internet Archive) (PDF; 996 kB)